# Lista campionilor de Grand Slam la dublu mixt
În timp ce mulți jucători de tenis de dublu mixt au câștigat cel puțin un titlu la fiecare dintre cele patru majore, doar o echipă de dublu mixt a câștigat râvnitul „Grand Slam”, adică toate cele patru titluri într-un singur an calendaristic, Margaret Court și Ken Fletcher în 1963. Margaret Court și Owen Davidson au câștigat și un „Grand Slam” individual cu diferiți parteneri. 

## Campioni după ani
| Jucătorul a câștigat toate cele 4 turnee de Grand Slam în același an (același partner). Jucătorul a câștigat toate cele 4 turnee de Grand Slam în același an (parteneri diferiți). Jucătorul a câștigat 3 turnee de Grand Slam în același an. Jucătorul a câștigat 2 turnee de Grand Slam în același an. |

| An   | Australian Open                                                                                 | French Open                                                       | Wimbledon                                           | US Open                                                           |
| ---- | ----------------------------------------------------------------------------------------------- | ----------------------------------------------------------------- | --------------------------------------------------- | ----------------------------------------------------------------- |
| 1887 |                                                                                                 |                                                                   |                                                     | V. Stokes (1/2) J.S. Clark (1/3)                                  |
| 1888 |                                                                                                 |                                                                   |                                                     | V. Stokes (2/2) J.S. Clark (2/3)                                  |
| 1889 |                                                                                                 |                                                                   |                                                     | Marian Wright J.S. Clark (3/3)                                    |
| 1890 |                                                                                                 |                                                                   |                                                     | Mabel Cahill (1/3) Rodmond Beach                                  |
| 1891 |                                                                                                 |                                                                   |                                                     | Mabel Cahill (2/3) M.R. Wright                                    |
| 1892 |                                                                                                 |                                                                   |                                                     | Mabel Cahill (3/3) Clarence Hobart (1/3)                          |
| 1893 |                                                                                                 |                                                                   |                                                     | Ellen Roosevelt Clarence Hobart (2/3)                             |
| 1894 |                                                                                                 |                                                                   |                                                     | Juliette Atkinson (1/3) Edwin Fischer (1/4)                       |
| 1895 |                                                                                                 |                                                                   |                                                     | Juliette Atkinson (2/3) Edwin Fischer (2/4)                       |
| 1896 |                                                                                                 |                                                                   |                                                     | Juliette Atkinson (3/3) Edwin Fischer (3/4)                       |
| 1897 |                                                                                                 |                                                                   |                                                     | Laura Henson D.L. Magruder                                        |
| 1898 |                                                                                                 |                                                                   |                                                     | Carrie Neely Edwin Fischer (4/4)                                  |
| 1899 |                                                                                                 |                                                                   |                                                     | Elizabeth Rastall Albert Hoskins                                  |
| 1900 |                                                                                                 |                                                                   |                                                     | Margaret Hunnewell Alfred Codman                                  |
| 1901 |                                                                                                 |                                                                   |                                                     | Marion Jones Raymond Little                                       |
| 1902 |                                                                                                 |                                                                   |                                                     | Elisabeth Moore (1/2) Wylie Grant (1/2)                           |
| 1903 |                                                                                                 |                                                                   |                                                     | Helen Chapman Harry Allen                                         |
| 1904 |                                                                                                 |                                                                   |                                                     | Elisabeth Moore (2/2) Wylie Grant (2/2)                           |
| 1905 |                                                                                                 |                                                                   |                                                     | Augusta Schultz Clarence Hobart (3/3)                             |
| 1906 |                                                                                                 |                                                                   |                                                     | Sarah Coffin Edward Dewhurst                                      |
| 1907 |                                                                                                 |                                                                   |                                                     | May Sayres Wallace Johnson (1/3)                                  |
| 1908 |                                                                                                 |                                                                   |                                                     | Edith Rotch Nathaniel Niles                                       |
| 1909 |                                                                                                 |                                                                   |                                                     | Hazel Hotchkiss Wightman (1/6) Wallace Johnson (2/3)              |
| 1910 |                                                                                                 |                                                                   |                                                     | Hazel Hotchkiss Wightman (2/6) Joe Carpenter                      |
| 1911 |                                                                                                 |                                                                   |                                                     | Hazel Hotchkiss Wightman (3/6) Wallace Johnson (3/3)              |
| 1912 |                                                                                                 |                                                                   |                                                     | Mary Browne (1/4) Richard Williams                                |
| 1913 |                                                                                                 |                                                                   | Agnes Tuckey Hope Crisp                             | Mary Browne (2/4) William Tilden (1/5)                            |
| 1914 |                                                                                                 |                                                                   | Ethel Thomson Larcombe James Cecil                  | Mary Browne (3/4) William Tilden (2/5)                            |
| 1915 |                                                                                                 |                                                                   | no competition                                      | Hazel Hotchkiss Wightman (4/6) [Harry Johnson                     |
| 1916 |                                                                                                 |                                                                   | no competition                                      | Eleonora R. Sears (1/2) Willis E. Davis (1/2)                     |
| 1917 |                                                                                                 |                                                                   | no competition                                      | Eleonora R. Sears (2/2) Willis E. Davis (2/2)                     |
| 1918 |                                                                                                 |                                                                   | no competition                                      | Hazel Hotchkiss Wightman (5/6) Irving Wright                      |
| 1919 |                                                                                                 |                                                                   | Elizabeth Ryan (1/9) Randolph Lycett (1/3)          | Marion Zinderstein Vincent Richards (1/2)                         |
| 1920 |                                                                                                 |                                                                   | Suzanne Lenglen (1/5) Gerald Patterson              | Hazel Hotchkiss Wightman (6/6) Wallace Johnson                    |
| 1921 |                                                                                                 |                                                                   | Elizabeth Ryan (2/9) Randolph Lycett (2/3)          | Mary Browne (4/4) Bill Johnston                                   |
| 1922 | Esna Boyd Robertson (1/3) John Hawkes (1/5)                                                     |                                                                   | Suzanne Lenglen (2/5) Pat O'Hara Wood               | Molla Bjurstedt Mallory (1/2) William Tilden (3/5)                |
| 1923 | Sylvia Lance Harper Horace Rice                                                                 |                                                                   | Elizabeth Ryan (3/9) Randolph Lycett (3/3)          | Molla Bjurstedt Mallory (2/2) William Tilden (4/5)                |
| 1924 | Daphne Akhurst Cozens (1/4) Jim Willard (1/2)                                                   |                                                                   | Kathleen McKane Godfree (1/3) Brian Gilbert         | Helen Wills Moody (1/3) Vincent Richards (2/2)                    |
| 1925 | Daphne Akhurst Cozens (2/4) Jim Willard (2/2)                                                   | Suzanne Lenglen (3/5) Jacques Brugnon (1/2)                       | Suzanne Lenglen (4/5) Jean Borotra (1/5)            | Kathleen McKane Godfree (2/3) John Hawkes (2/5)                   |
| 1926 | Esna Boyd Robertson (2/3) John Hawkes (3/5)                                                     | Suzanne Lenglen (5/5) Jacques Brugnon (2/2)                       | Kathleen McKane Godfree (3/3) Leslie Godfree        | Elizabeth Ryan (4/9) Jean Borotra (2/5)                           |
| 1927 | Esna Boyd Robertson (3/3) John Hawkes (4/5)                                                     | Marguerite Broquedis Bordes Jean Borotra (3/5)                    | Elizabeth Ryan (5/9) Frank Hunter (1/2)             | Eileen Bennett Whittingstall (1/3) Henri Cochet (1/3)             |
| 1928 | Daphne Akhurst Cozens (3/4) Jean Borotra (4/5)                                                  | Eileen Bennett Whittingstall (2/3) Henri Cochet (2/3)             | Elizabeth Ryan (6/9) Patrick Spence (1/2)           | Helen Wills Moody (2/3) John Hawkes (5/5)                         |
| 1929 | Daphne Akhurst Cozens (4/4) Edgar Moon (1/2)                                                    | Eileen Bennett Whittingstall (3/3) Henri Cochet (3/3)             | Helen Wills Moody (3/3) Frank Hunter (2/2)          | Betty Nuthall Shoemaker (1/4) George Lott (1/4)                   |
| 1930 | Nell Hall Hopman (1/4) Harry Hopman (1/5)                                                       | Cilly Aussem William Tilden (5/5)                                 | Elizabeth Ryan (7/9) Jack Crawford (1/5)            | Edith Cross Wilmer Allison                                        |
| 1931 | Marjorie Cox Crawford (1/3) Jack Crawford (2/5)                                                 | Betty Nuthall Shoemaker (2/4) Patrick Spence (2/2)                | Anna McCune Harper George Lott (2/4)                | Betty Nuthall Shoemaker (3/4) George Lott (3/4)                   |
| 1932 | Marjorie Cox Crawford (2/3) Jack Crawford (3/5)                                                 | Betty Nuthall Shoemaker (4/4) Fred Perry (1/4)                    | Elizabeth Ryan (8/9) Enrique Maier (1/2)            | Sarah Palfrey Fred Perry (2/4)                                    |
| 1933 | Marjorie Cox Crawford (3/3) Jack Crawford (4/5)                                                 | Margaret Scriven Vivian Jack Crawford (5/5)                       | Hilde Krahwinkel Sperling Gottfried von Cramm       | Elizabeth Ryan (9/9) Ellsworth Vines                              |
| 1934 | Joan Hartigan Bathurst Edgar Moon (2/2)                                                         | Colette Rosambert Jean Borotra (5/5)                              | Dorothy Round Little (1/3) Ryuki Miki               | Helen Jacobs George Lott (4/4)                                    |
| 1935 | Louise Bickerton Christian Boussus                                                              | Lolette Payot Marcel Bernard (1/2)                                | Dorothy Round Little (2/3) Fred Perry (3/4)         | Sarah Palfrey Cooke Enrique Maier (2/2)                           |
| 1936 | Nell Hall Hopman (2/4) Harry Hopman (2/5)                                                       | Adeline Yorke Marcel Bernard (2/2)                                | Dorothy Round Little (3/3) Fred Perry (4/4)         | Alice Marble (1/7) Gene Mako                                      |
| 1937 | Nell Hall Hopman (3/4) Harry Hopman (3/5)                                                       | Simonne Mathieu (1/2) Yvon Petra                                  | Alice Marble (2/7) Don Budge (1/4)                  | Sarah Palfrey Cooke (1/4) Don Budge (2/4)                         |
| 1938 | Margaret Wilson John Bromwich (1/4)                                                             | Simonne Mathieu (2/2) Dragutin Mitić                              | Alice Marble (3/7) Don Budge (3/4)                  | Alice Marble (4/7) Don Budge (4/4)                                |
| 1939 | Nell Hall Hopman (4/4) Harry Hopman (4/5)                                                       | Sarah Palfrey Cooke (2/4) E.T. Cooke (3/4)                        | Alice Marble (5/7) Bobby Riggs (1/2)                | Alice Marble (6/7) Harry Hopman (5/5)                             |
| 1940 | Nancye Wynne Bolton (1/4) Colin Long (1/4)                                                      | no competition                                                    | no competition                                      | Alice Marble (7/7) Bobby Riggs (2/2)                              |
| 1941 | no competition                                                                                  | no competition                                                    | no competition                                      | Sarah Palfrey Cooke (4/4) Jack Kramer                             |
| 1942 | no competition                                                                                  | no competition                                                    | no competition                                      | Louise Brough Clapp(1/8) Fred Schroeder                           |
| 1943 | no competition                                                                                  | no competition                                                    | no competition                                      | Margaret Osborne duPont (1/10) William Talbert (1/4)              |
| 1944 | no competition                                                                                  | no competition                                                    | no competition                                      | Margaret Osborne duPont (2/10) William Talbert (2/4)              |
| 1945 | no competition                                                                                  | no competition                                                    | no competition                                      | Margaret Osborne duPont (3/10) William Talbert (3/4)              |
| 1946 | Nancye Wynne Bolton (2/4) Colin Long (2/4)                                                      | Pauline Betz Addie Budge Patty                                    | Louise Brough Clapp (2/8) Thomas Brown (1/2)        | Margaret Osborne duPont (4/10) William Talbert (4/4)              |
| 1947 | Nancye Wynne Bolton (3/4) Colin Long (3/4)                                                      | Sheila Summers (1/3) Eric Sturgess (1/5)                          | Louise Brough Clapp (3/8) John Bromwich (2/4)       | Louise Brough Clapp (4/8) John Bromwich (3/4)                     |
| 1948 | Nancye Wynne Bolton (4/4) Colin Long (4/4)                                                      | Patricia Canning Todd Jaroslav Drobný                             | Louise Brough Clapp (5/8) John Bromwich (4/4)       | Louise Brough Clapp (6/8) Thomas Brown (2/2)                      |
| 1949 | Doris Hart (1/15) Frank Sedgman (1/8)                                                           | Sheila Summers (2/3) Eric Sturgess (2/5)                          | Sheila Summers(3/3) Eric Sturgess (3/5)             | Louise Brough Clapp (7/8) Eric Sturgess (4/5)                     |
| 1950 | Doris Hart (2/15) Frank Sedgman (2/8)                                                           | Barbara Scofield Enrique Morea                                    | Louise Brough Clapp (8/8) Eric Sturgess (5/5)       | Margaret Osborne duPont (5/10) Ken McGregor                       |
| 1951 | Thelma Coyne Long (1/5) George Worthington (1/3)                                                | Doris Hart (3/15) Frank Sedgman (3/8)                             | Doris Hart (4/15) Frank Sedgman (4/8)               | Doris Hart (5/15) Frank Sedgman (5/8)                             |
| 1952 | Thelma Coyne Long (2/5) George Worthington (2/3)                                                | Doris Hart (6/15) Frank Sedgman (6/8)                             | Doris Hart (7/15) Frank Sedgman (7/8)               | Doris Hart (8/15) Frank Sedgman (8/8)                             |
| 1953 | Julia Sampson Hayward Rex Hartwig(1/2)                                                          | Doris Hart(9/15) Vic Seixas (1/8)                                 | Doris Hart (10/15) Vic Seixas (2/8)                 | Doris Hart (11/15) Vic Seixas (3/8)                               |
| 1954 | Thelma Coyne Long (3/5) Rex Hartwig (2/2)                                                       | Maureen Connolly Brinker Lew Hoad                                 | Doris Hart (12/15) Vic Seixas (4/8)                 | Doris Hart (13/15) Vic Seixas (5/8)                               |
| 1955 | Thelma Coyne Long (4/5) George Worthington (3/3)                                                | Darlene Hard (1/5) Gordon Forbes                                  | Doris Hart (14/15) Vic Seixas (6/8)                 | Doris Hart (15/15) Vic Seixas (7/8)                               |
| 1956 | Beryl Penrose Collier Neale Fraser (1/5)                                                        | Thelma Coyne Long (5/5) Luis Ayala                                | Shirley Fry Irvin Vic Seixas (8/8)                  | Margaret Osborne duPont (6/10) Ken Rosewall                       |
| 1957 | Fay Muller Mal Anderson                                                                         | Věra Puzejova Suková Jiří Javorský                                | Darlene Hard (2/5) Mervyn Rose                      | Althea Gibson Kurt Nielsen                                        |
| 1958 | Mary Bevis Hawton Robert Howe (1/4)                                                             | Shirley Bloomer Brasher Nicola Pietrangeli                        | Lorraine Coghlan Robinson Robert Howe (2/4)         | Margaret Osborne duPont (7/10) Neale Fraser (2/5)                 |
| 1959 | Sandra Reynolds Price Bob Mark                                                                  | Yola Ramírez Ochoa Billy Knight                                   | Darlene Hard (3/5) Rod Laver (1/3)                  | Margaret Osborne duPont (8/10) Neale Fraser (3/5)                 |
| 1960 | Jan Lehane O'Neill (1/2) Trevor Fancutt                                                         | Maria Bueno Robert Howe (3/4)                                     | Darlene Hard (4/5) Rod Laver (2/3)                  | Margaret Osborne duPont (9/10) Neale Fraser (4/5)                 |
| 1961 | Jan Lehane O'Neill (2/2) Bob Hewitt (1/6)                                                       | Darlene Hard (5/5) Rod Laver (3/3)                                | Lesley Turner Bowrey (1/4) Fred Stolle (1/7)        | Margaret Court (1/21) Robert Mark                                 |
| 1962 | Lesley Turner Bowrey (2/4) Fred Stolle (2/7)                                                    | Renée Schuurman Haygarth Robert Howe (4/4)                        | Margaret Osborne duPont (10/10) Neale Fraser (5/5)  | Margaret Court (2/21) Fred Stolle (3/7)                           |
| 1963 | Margaret Court (3/21) Ken Fletcher (1/10)                                                       | Margaret Court (4/21) Ken Fletcher (2/10)                         | Margaret Court (5/21) Ken Fletcher (3/10)           | Margaret Court (6/21) Ken Fletcher (4/10)                         |
| 1964 | Margaret Court (7/21) Ken Fletcher (5/10)                                                       | Margaret Court (8/21) Ken Fletcher (6/10)                         | Lesley Turner Bowrey (3/4) Fred Stolle (4/7)        | Margaret Court (9/21) John Newcombe (1/2)                         |
| 1965 | Margaret Court (10/21) John Newcombe (2/2) shared with Robyn Ebbern Owen Davidson (1/11)        | Margaret Court (11/21) Ken Fletcher (7/10)                        | Margaret Court (12/21) Ken Fletcher (8/10)          | Margaret Court (13/21) Fred Stolle (5/7)                          |
| 1966 | Judy Tegart-Dalton Tony Roche (1/2)                                                             | Annette Van Zyl Frew McMillan (1/5)                               | Margaret Court (14/21) Ken Fletcher (9/10)          | Donna Floyd Fales Owen Davidson (2/11)                            |
| 1967 | Lesley Turner Bowrey (4/4) Owen Davidson (3/11)                                                 | Billie Jean King (1/11) Owen Davidson (4/11)                      | Billie Jean King (2/11) Owen Davidson (5/11)        | Billie Jean King (3/11) Owen Davidson (6/11)                      |
| 1968 | Billie Jean King (4/11) Dick Crealy                                                             | Începe Open Era Françoise Dürr (1/4) Jean-Claude Barclay (1/3)    | Margaret Court (15/21) Ken Fletcher (10/10)         | Mary-Ann Eisel Peter Curtis                                       |
| 1969 | Margaret Court (16/21) Marty Riessen (1/7) shared with Ann Haydon-Jones (1/2) Fred Stolle (6/7) | Margaret Court (17/21) Marty Riessen (2/7)                        | Ann Haydon-Jones (2/2) Fred Stolle (7/7)            | Margaret Court (18/21) Marty Riessen (3/7)                        |
| 1970 | nu s-a jucat                                                                                    | Billie Jean King (5/11) Bob Hewitt (2/6)                          | Rosemary Casals (1/3) Ilie Năstase (1/2)            | Margaret Court (19/21) Marty Riessen (4/7)                        |
| 1971 | nu s-a jucat                                                                                    | Françoise Dürr (2/4) Jean-Claude Barclay (2/3)                    | Billie Jean King (6/11) Owen Davidson (7/11)        | Billie Jean King (7/11) Owen Davidson (8/11)                      |
| 1972 | nu s-a jucat                                                                                    | Evonne Goolagong Cawley Kim Warwick (1/2)                         | Rosemary Casals (2/3) Ilie Năstase (2/2)            | Margaret Court (20/21) Marty Riessen (5/7)                        |
| 1973 | nu s-a jucat                                                                                    | Françoise Dürr (3/4) Jean-Claude Barclay (3/3)                    | Billie Jean King (8/11) Owen Davidson (9/11)        | Billie Jean King (9/11) Owen Davidson (10/11)                     |
| 1974 | nu s-a jucat                                                                                    | Martina Navratilova (1/10) Iván Molina                            | Billie Jean King (10/11) Owen Davidson (11/11)      | Pam Teeguarden Geoff Masters                                      |
| 1975 | nu s-a jucat                                                                                    | Fiorella Bonicelli Thomaz Koch                                    | Margaret Court (21/21) Marty Riessen (6/7)          | Rosemary Casals (3/3) Dick Stockton (1/2)                         |
| 1976 | nu s-a jucat                                                                                    | Ilana Kloss Kim Warwick (2/2)                                     | Françoise Dürr (4/4) Tony Roche (2/2)               | Billie Jean King (11/11) Phil Dent                                |
| 1977 | nu s-a jucat                                                                                    | Mary Carillo John McEnroe                                         | Greer Stevens (1/3) Bob Hewitt (3/6)                | Betty Stöve (1/4) Frew McMillan (2/5)                             |
| 1978 | nu s-a jucat                                                                                    | Renáta Tomanová Pavel Složil                                      | Betty Stöve (2/4) Frew McMillan (3/5)               | Betty Stöve (3/4) Frew McMillan (4/5)                             |
| 1979 | nu s-a jucat                                                                                    | Wendy Turnbull (1/5) Bob Hewitt (4/6)                             | Greer Stevens (2/3) Bob Hewitt (5/6)                | Greer Stevens (3/3) Bob Hewitt (6/6)                              |
| 1980 | nu s-a jucat                                                                                    | Anne Smith (1/5) Billy Martin                                     | Tracy Austin John Austin                            | Wendy Turnbull (2/5) Marty Riessen (7/7)                          |
| 1981 | nu s-a jucat                                                                                    | Andrea Jaeger Jimmy Arias                                         | Betty Stöve (4/4) Frew McMillan (5/5)               | Anne Smith (2/5) Kevin Curren (1/3)                               |
| 1982 | nu s-a jucat                                                                                    | Wendy Turnbull (3/5) John Lloyd (1/3)                             | Anne Smith (3/5) Kevin Curren (3/3)                 | Anne Smith (4/5) Kevin Curren(2/3)                                |
| 1983 | nu s-a jucat                                                                                    | Barbara Jordan Eliot Teltscher                                    | Wendy Turnbull (4/5) John Lloyd (2/3)               | Elizabeth Sayers John Fitzgerald (1/2)                            |
| 1984 | nu s-a jucat                                                                                    | Anne Smith (5/5) Dick Stockton (2/2)                              | Wendy Turnbull (5/5) John Lloyd (3/3)               | Manuela Maleeva Fragniere Tom Gullikson                           |
| 1985 | nu s-a jucat                                                                                    | Martina Navratilova (2/10) Heinz Günthardt (1/2)                  | Martina Navratilova (3/10) Paul McNamee             | Martina Navratilova (4/10) Heinz Günthardt (2/2)                  |
| 1986 | nu s-a jucat                                                                                    | Kathy Jordan (1/2) Ken Flach (1/2)                                | Kathy Jordan (2/2) Ken Flach (2/2)                  | Raffaella Reggi Sergio Casal                                      |
| 1987 | Zina Garrison (1/3) Sherwood Stewart (1/2)                                                      | Pam Shriver Emilio Sánchez (1/2)                                  | Jo Durie (1/2) Jeremy Bates (1/2)                   | Martina Navratilova (5/10) Emilio Sánchez (2/2)                   |
| 1988 | Jana Novotná (1/4) Jim Pugh (1/5)                                                               | Lori McNeil Jorge Lozano (1/2)                                    | Zina Garrison (2/3) Sherwood Stewart (2/2)          | Jana Novotná (2/4) Jim Pugh (2/5)                                 |
| 1989 | Jana Novotná (3/4) Jim Pugh (3/5)                                                               | Manon Bollegraf (1/4) Tom Nijssen (1/2)                           | Jana Novotná (4/4) Jim Pugh (4/5)                   | Robin White Shelby Cannon                                         |
| 1990 | Natalia Zvereva(1/2) Jim Pugh (5/5)                                                             | Arantxa Sánchez Vicario (1/4) Jorge Lozano (2/2)                  | Zina Garrison(3/3) Rick Leach (1/4)                 | Elizabeth Sayers Smylie (1/2) Todd Woodbridge (1/6)               |
| 1991 | Jo Durie (2/2) Jeremy Bates (2/2)                                                               | Helena Suková (1/5) Cyril Suk (1/4)                               | Elizabeth Sayers Smylie (2/2) John Fitzgerald (2/2) | Manon Bollegraf (2/4) Tom Nijssen (2/2)                           |
| 1992 | Nicole Provis (1/2) Mark Woodforde (1/5)                                                        | Arantxa Sánchez Vicario (2/4) Todd Woodbridge (2/6)               | Larisa Savchenko Neiland (1/4) Cyril Suk (2/4)      | Nicole Provis (2/2) Mark Woodforde (2/5)                          |
| 1993 | Arantxa Sánchez Vicario (3/4) Todd Woodbridge (3/6)                                             | Eugenia Maniokova Andrei Olhovskiy (1/2)                          | Martina Navratilova (6/10) Mark Woodforde (3/5)     | Helena Suková (2/5) Todd Woodbridge (4/6)                         |
| 1994 | Larisa Savchenko Neiland (2/4) Andrei Olhovskiy (2/2)                                           | Kristie Boogert Menno Oosting                                     | Helena Suková (3/5) Todd Woodbridge (5/6)           | Elna Reinach Patrick Galbraith (1/2)                              |
| 1995 | Natalia Zvereva (2/2) Rick Leach (2/4)                                                          | Larisa Savchenko Neiland (3/4) Mark Woodforde (4/5)               | Martina Navratilova (7/10) Jonathan Stark           | Meredith McGrath Matt Lucena                                      |
| 1996 | Larisa Savchenko Neiland (4/4) Mark Woodforde (5/5)                                             | Patricia Tarabini Javier Frana                                    | Helena Suková (4/5) Cyril Suk (3/4)                 | Lisa Raymond (1/5) Patrick Galbraith (2/2)                        |
| 1997 | Manon Bollegraf (3/4) Rick Leach (3/4)                                                          | Rika Hiraki Mahesh Bhupathi (1/8)                                 | Helena Suková (5/5) Cyril Suk (4/4)                 | Manon Bollegraf (4/4) Rick Leach (4/4)                            |
| 1998 | Venus Williams (1/2) Justin Gimelstob (1/2)                                                     | Venus Williams (2/2) Justin Gimelstob (2/2)                       | Serena Williams (1/2) Max Mirnyi (1/4)              | Serena Williams (2/2) Max Mirnyi (2/4)                            |
| 1999 | Mariaan de Swardt (1/2) David Adams (1/2)                                                       | Katarina Srebotnik (1/5) Piet Norval                              | Lisa Raymond (2/5) Leander Paes (1/10)              | Ai Sugiyama Mahesh Bhupathi (2/8)                                 |
| 2000 | Rennae Stubbs (1/2) Jared Palmer (1/2)                                                          | Mariaan de Swardt (2/2) David Adams (2/2)                         | Kimberly Po-Messerli Donald Johnson                 | Arantxa Sánchez Vicario (4/4) Jared Palmer (2/2)                  |
| 2001 | Corina Morariu Ellis Ferreira                                                                   | Virginia Ruano Pascual Tomás Carbonell                            | Daniela Hantuchová (1/4) Leoš Friedl                | Rennae Stubbs (2/2) Todd Woodbridge (6/6)                         |
| 2002 | Daniela Hantuchová (2/4) Kevin Ullyett                                                          | Cara Black(1/5) Wayne Black (1/2)                                 | Elena Likhovtseva (1/2) Mahesh Bhupathi (3/8)       | Lisa Raymond (3/5) Mike Bryan (1/4)                               |
| 2003 | Martina Navratilova (8/10) Leander Paes (2/10)                                                  | Lisa Raymond (4/5) Mike Bryan (2/4)                               | Martina Navratilova (9/10) Leander Paes (3/10)      | Katarina Srebotnik (2/5) Bob Bryan (1/7)                          |
| 2004 | Elena Bovina Nenad Zimonjić (1/5)                                                               | Tatiana Golovin Richard Gasquet                                   | Cara Black (2/5) Wayne Black (2/2)                  | Vera Zvonareva (1/2) Bob Bryan (2/7)                              |
| 2005 | Samantha Stosur (1/3) Scott Draper                                                              | Daniela Hantuchová (3/4) Fabrice Santoro                          | Mary Pierce Mahesh Bhupathi (4/8)                   | Daniela Hantuchová (4/4) Mahesh Bhupathi (5/8)                    |
| 2006 | Martina Hingis (1/7) Mahesh Bhupathi (6/8)                                                      | Katarina Srebotnik (3/5) Nenad Zimonjić (2/5)                     | Vera Zvonareva (2/2) Andy Ram (1/2)                 | Martina Navratilova (10/10) Bob Bryan (3/7)                       |
| 2007 | Elena Likhovtseva (2/2) Daniel Nestor (1/4)                                                     | Nathalie Dechy Andy Ram (2/2)                                     | Jelena Janković Jamie Murray (1/5)                  | Victoria Azarenka (1/2) Max Mirnyi (3/4)                          |
| 2008 | Sun Tiantian Nenad Zimonjić (3/5)                                                               | Victoria Azarenka (2/2) Bob Bryan (4/7)                           | Samantha Stosur (2/3) Bob Bryan (5/7)               | Cara Black (3/5) Leander Paes (4/10)                              |
| 2009 | Sania Mirza (1/3) Mahesh Bhupathi (7/8)                                                         | Liezel Huber (1/2) Bob Bryan (6/7)                                | Anna-Lena Grönefeld (1/2) Mark Knowles              | Carly Gullickson Travis Parrott                                   |
| 2010 | Cara Black (4/5) Leander Paes (5/10)                                                            | Katarina Srebotnik (4/5) Nenad Zimonjić (4/5)                     | Cara Black (5/5) Leander Paes (6/10)                | Liezel Huber (2/2) Bob Bryan (7/7)                                |
| 2011 | Katarina Srebotnik (5/5) Daniel Nestor (2/4)                                                    | Casey Dellacqua Scott Lipsky                                      | Iveta Benešová Jürgen Melzer                        | Melanie Oudin Jack Sock                                           |
| 2012 | Bethanie Mattek-Sands (1/4) Horia Tecău                                                         | Sania Mirza (2/3) Mahesh Bhupathi (8/8)                           | Lisa Raymond (5/5) Mike Bryan (3/4)                 | Ekaterina Makarova Bruno Soares (1/3)                             |
| 2013 | Jarmila Gajdošová Matthew Ebden                                                                 | Lucie Hradecká František Čermák                                   | Kristina Mladenovic (1/3) Daniel Nestor (3/4)       | Andrea Hlaváčková Max Mirnyi (4/4)                                |
| 2014 | Kristina Mladenovic (2/3) Daniel Nestor (4/4)                                                   | Anna-Lena Grönefeld (2/2) Jean-Julien Rojer                       | Samantha Stosur (3/3) Nenad Zimonjić (5/5)          | Sania Mirza (3/3) Bruno Soares (2/3)                              |
| 2015 | Martina Hingis (2/7) Leander Paes (7/10)                                                        | Bethanie Mattek-Sands (2/4) Mike Bryan (4/4)                      | Martina Hingis (3/7) Leander Paes (8/10)            | Martina Hingis (4/7) Leander Paes (9/10)                          |
| 2016 | Elena Vesnina Bruno Soares (3/3)                                                                | Martina Hingis (5/7) Leander Paes (10/10)                         | Heather Watson Henri Kontinen                       | Laura Siegemund (1/2) Mate Pavić (1/3)                            |
| 2017 | Abigail Spears Juan Sebastián Cabal                                                             | Gabriela Dabrowski (1/2) Rohan Bopanna                            | Martina Hingis (6/7) Jamie Murray (2/5)             | Martina Hingis (7/7) Jamie Murray (3/5)                           |
| 2018 | Gabriela Dabrowski (2/2) Mate Pavić (2/3)                                                       | Latisha Chan (1/3) Ivan Dodig (1/4)                               | Nicole Melichar Alexander Peya                      | Bethanie Mattek-Sands (3/4) Jamie Murray (4/5)                    |
| 2019 | Barbora Krejčíková (1/3) Rajeev Ram (1/2)                                                       | Latisha Chan (2/3) Ivan Dodig (2/4)                               | Latisha Chan (3/3) Ivan Dodig (3/4)                 | Bethanie Mattek-Sands (4/4) Jamie Murray (5/5)                    |
| 2020 | Barbora Krejčíková (2/3) Nikola Mektić (1/1)                                                    | Proba de dublu mixt nu a avut loc din cauza pandemiei de COVID-19 | Turneu anulat din cauza pandemiei de COVID-19       | Proba de dublu mixt nu a avut loc din cauza pandemiei de COVID-19 |
| 2021 | Barbora Krejčíková (3/3) Rajeev Ram (2/2)                                                       | Desirae Krawczyk (1/4) Joe Salisbury (1/2)                        | Desirae Krawczyk (2/4) Neal Skupski (1/2)           | Desirae Krawczyk (3/4) Joe Salisbury (2/2)                        |
| 2022 | Kristina Mladenovic (3/3) Ivan Dodig (4/4)                                                      | Ena Shibahara (1/1) Wesley Koolhof (1/1)                          | Desirae Krawczyk (4/4) Neal Skupski (2/2)           | Storm Sanders (1/1) John Peers (1/2)                              |
| 2023 | Luisa Stefani (1/1) Rafael Matos (1/1)                                                          | Miyu Kato (1/1) Tim Pütz (1/1)                                    | Liudmila Kicenok (1/1) Mate Pavić (3/3)             | Anna Danilina (1/1) Harri Heliövaara (1/1)                        |
| 2024 | Hsieh Su-wei (1/2) Jan Zieliński (1/2)                                                          | Laura Siegemund (2/2) Édouard Roger-Vasselin (1/1)                | Hsieh Su-wei (2/2) Jan Zieliński (2/2)              | Sara Errani (1/2) Andrea Vavassori (12)                           |
| 2025 | Olivia Gadecki (1/1) John Peers (2/2)                                                           | Sara Errani (2/2) Andrea Vavassori (2/2)                          | Kateřina Siniaková (1/1) Sem Verbeek (1/1)          |                                                                   |
| An   | Australian Open                                                                                 | French Open                                                       | Wimbledon                                           | US Open                                                           |